# كأس ويلز 1954–55
كأس ويلز 1954–55 (بالإنجليزية: 1954–55 Welsh Cup)‏ هو موسم من كأس ويلز. فاز فيه نادي باري تاون يونايتد.